# Pula, Ý
Pula (Latin: Nora) là một đô thị ở tỉnh Cagliari, vùng Sardinia của Italia, có vị trí cách khoảng 25 km về phía tây nam của Cagliari. Đến thời điểm ngày 31 tháng 12 năm 2004, đô thị này có dân số 6.937 và diện tích là 138,7 km².
Đô thị Pula có các frazione (subdivision) S.Margherita di Pula.
Pula giáp các đô thị: Domus de Maria, Sarroch, Teulada, Villa San Pietro.
Pula là khu vực nghỉ mát với nhiều bãi biển.